# Chuquiago
Chuquiago es un largometraje boliviano dirigido por Antonio Eguino, escrito por Oscar Soria. El largometraje se estrenó el 28 de julio de 1977 en el teatro 16 de julio de la ciudad de La Paz. Según la prensa del momento fue un gran éxito de público y crítica, que la consideró una obra maestra del cine boliviano.

## Argumento
Chuquiago relata cuatro historias acaecidas en la ciudad de La Paz de manera simultánea, pero en espacios sociales distintos: La de Isico, un niño campesino al que sus papás acaban de dejar en la ciudad al cuidado de una mujer comerciante que le dará techo y alimento a cambio de su trabajo como ayudante. Johnny, un joven de origen Aymara que reniega de sus raíces e intenta por todos los medios (incluso ilegales) conseguir dinero para poder irse a los Estados Unidos. Carloncho, un funcionario público con una familia numerosa a la que mantener y que, a pesar de eso, lleva una doble vida en sus “viernes de soltero”. Por último, Patricia, una joven estudiante de sociología, proveniente de una familia acomodada cuyas exigencias ella se niega a acatar debido a sus ideales revolucionarios, que la hacen ser muy crítica frente a su propio círculo social.

## Reparto
- Nestor Yujiri - Isisco
- Edmundo Villarroel - Jhonny
- David Santalla - Carlos
- Tatiana Aponte - Patricia
- alejandra Quispe - Mama Candicha
- Jesusa Mangudo - Frutera
- Lupe Andrade
- Rafo Mory
- Hugo Pozo
- Raúl Ruiz

## Recuperación y restauración
La película patrimonial Chuquiago (1977) junto a Ukamau (1966) se restauraron y digitalizaron en la Cinemateca Boliviana gracias a que se adquirió un escáner digital que permitió poner el archivo fílmico nacional a disposición de la población.
En 2015, la Cinemateca Boliviana llevó a cabo un proyecto de restauración digital de Chuquiago. Este esfuerzo fue esencial para la preservación de la película debido a la degradación que los materiales originales habían sufrido con el tiempo. El proyecto incluyó el escaneo de una copia original de la película, lo que permitió una restauración cuidadosa tanto del aspecto visual como del sonido. La versión restaurada se estrenó en la Cinemateca con gran éxito, permitiendo que nuevas generaciones de espectadores accedieran a esta obra clave del cine boliviano.
La restauración fue posible gracias al trabajo conjunto de instituciones nacionales y el apoyo de la Cinemateca Boliviana, que ha jugado un papel crucial en la preservación del patrimonio cinematográfico del país. Este esfuerzo no solo revitalizó la película, sino que también destacó la importancia de proteger las obras clásicas del cine boliviano, permitiendo que Chuquiago siga siendo un referente cultural importante.

## Premios
- Premio Especial del Jurado en el Festival de Nantes (Francia) en 1977.[5]
- Premio Especial del Jurado en el Festival de Cine de Cartagena (Colombia) en 1978.[5]

Estos galardones subrayan la relevancia cultural y cinematográfica de Chuquiago, que no solo es apreciada en Bolivia, sino también en el panorama internacional. La película, que se centra en las diferencias sociales en la ciudad de La Paz, es una de las más emblemáticas del cine boliviano y ha sido considerada una de las películas más importantes en la historia del país.

## Impacto y Legado
A nivel nacional, Chuquiago se convirtió en una de las películas más vistas en Bolivia, conectando con el público por su representación auténtica de La Paz y los desafíos a los que se enfrentaban sus habitantes. Se destacó por mostrar tanto la belleza como la hostilidad de la ciudad, retratando sus contrastes sociales de una manera que resonó con muchas personas
Chuquiago inspiró a varias generaciones de cineastas bolivianos, quienes vieron en esta obra un ejemplo de cómo el cine podía ser una herramienta para explorar y criticar las problemáticas sociales del país. Películas posteriores como La nación clandestina (1989) y Cuestión de fe (1995) continúan el legado de Chuquiago al abordar temas relacionados con la identidad y la desigualdad